# Kitosoorlog
De Kitosoorlog (115—117) is de naam die gegeven is aan de tweede van de Joods-Romeinse oorlogen. De naam is afkomstig van de Mauretaanse Romeinse generaal Lusius Quietus die op wrede wijze een Joodse opstand in Mesopotamia onderdrukte en naar Judea gestuurd werd om de revolte daar af te handelen als procurator onder Trajanus, een post die hij behield tot hij werd teruggeroepen naar Rome en geëxecuteerd werd door Hadrianus.

## Opstand vanuit Cyrenaica
In 115 vocht het Romeinse leger onder aanvoering van Trajanus tegen een van zijn grootste vijanden: het Parthische Rijk. De Joden in de diaspora begonnen een opstand in Cyrenaica, waarbij al snel Alexandria et Aegyptus en Cyprus betrokken raakten. In Cyrenaica vernielden de rebellen (onder leiding van Lukuas of Andreas, die zichzelf "koning" noemde (volgens Eusebius van Caesarea) vele tempels, inclusief die van Hekate, Zeus, Apollon, Artemis en Isis, alsook de civiele structuren die symbolen van Rome waren: het Caesareum, de basilica en de thermae. De Griekse en Romeinse bevolking werd uitgemoord. Toen trok Lukuas verder naar Alexandrië, betrad de stad, die verlaten was door de Romeinse troepen onder leiding van gouverneur Marcus Rutilius Lupus, en stak de stad in brand. De heidense tempels en de tombe van Gnaius Pompeius Magnus maior werden verwoest. Trajanus zond nieuwe troepen onder leiding van Quintus Marcius Turbo, maar Egypte en Cyrenaica waren pas gepacificeerd in de herfst van 117. Ook op Cyprus werden de Romeinen de toestand weer meester, waar de Joden, geleid door Artemion, de macht over het eiland hadden overgenomen. Het Romeinse leger veroverde de hoofdstad en Joden, en ook drenkelingen, werd verboden voet aan wal te zetten op Cyprus.

## Opstand in Mesopotamië
Een nieuwe revolte begon in Mesopotamië, terwijl Trajanus zijn troepen aanvoerde tegen de Parthen in de Perzische Golf. Trajanus heroverde Nisibis (Nusaybin in Turkije), de hoofdstad van Osroene Edessa en Seleukeia (Seleucië aan de Tigris). In al deze plaatsen huisden oude en belangrijke Joodse gemeenschappen. Aan het einde van de opstand was Trajanus nog niet zeker van zijn zaak. Daarom gaf hij de Mauretaanse generaal Lusius Quietus opdracht de Cypriotische, Mesopotamische en Syrische Joodse verdachten te vermoorden. Tevens benoemde Trajanus hem tot gouverneur van Judaea.

## Marcius Turbo
De opstand van de Joden van Cyrene, Cyprus en Egypte in de laatste jaren van keizer Trajanus was nog niet volledig onderdrukt toen Hadrianus de regering overnam in 118. Het brandpunt van de oorlog was verlegd naar Palestina, waar de Joodse leider Lukuas heen was gevlucht. Marcius Turbo had hem achtervolgd en de broers Iulianus en Pappus ter dood veroordeeld, omdat die de gangmakers van de rebellie geweest waren.
Turbo werd echter zelf geëxecuteerd op speciaal bevel uit Rome en de levens van de broers werden gespaard.

## Lusius Quietus
Lusius Quietus, de overwinnaar van de Joden in Mesopotamië, stond nu aan het hoofd van het Romeinse leger in Palestina en belegerde Lydda, waar de Joden hun toevlucht hadden gezocht. De nood steeg zo hoog dat de patriarch Rabban Gamaliel II, die daar was opgesloten en kort daarop stierf, toestond dat zelfs op Chanoeka gevast werd. Andere rabbi's, zoals de vredelievende Rabban Joshua ben Hananiah, veroordeelden deze maatregel. Kort daarop werd Lydda ingenomen en massa's Joden werden geëxecuteerd. De "slachting van Lydda" wordt vaak vermeld in lofbetuigingen in de Talmoed. Pappus en Iulianus waren onder de geëxecuteerden volgens rabbijnse bronnen over de campagne van Quietus. Quietus werd begin 118 vermoord wegens mogelijke samenzwering tegen Hadrianus.

## Legio VI Ferrata
De situatie bleef voor de Romeinen ingewikkeld. Onder Hadrianus' bewind was het nodig Legio VI Ferrata permanent in Judea te stationeren, waarmee de latere Bar Kochba-opstand werd neergeslagen.

## Voetnoten
1. ↑  Abulfaraj, in Münter, "Der Jüdische Krieg," p. 18, Altona en Leipsic, 1821.
2. ↑  Sifra, Emor, viii. 9 [ed. Weiss, p. 99d]; Meg. Ta'anit xii.; Ta'anit 18b; Sem. viii.; Eccl. R. iii. 17.
3. ↑  Ta'anit ii. 10; Yer. Ta'anit ii. 66a; Yer. Meg. i. 70d; R. H. 18b.
4. ↑  Pes. 50a; B. B. 10b; Eccl. R. ix. 10.
5. ↑  Ta'anit 18b; Yer. Ta'anit 66b.
6. ↑  Zie ook "Revue Etudes Juives," xxx. 212.